# Эльфгифу (жена Эдвига)
Эльфгифу (др.-англ. Ælfgifu) — королева Англии (23 ноября 955 — 1 октября 956) по браку с королём Эдвигом.
Об Эльфгифу из «Англосаксонской хроники» (в том числе, и завещание) известно немного. Её брак с королём был аннулирован вскоре после начала правления Эдвига. Вероятно, это было результатом фракционного соперничества, которое окружало трон в конце 950-х годов. К 1000 году, когда деяния бенедиктинских реформаторов Дунстана Кентерберийского и Освальда Вустерского стали предметом агиографии, сохранившаяся об Эльфгифу информация сильно пострадала. Однако в середине 960-х годов она, по-видимому, всё ещё была богатой землевладелецей, поддерживавшей хорошие отношения с королём Эдгаром. Согласно её завещанию, Эльфгифу являлась щедрой благодетельницей церквей, связанных с королевской семьёй.